# بينغ شواي
بينغ شواي (بالصينية: 彭帅) مواليد 8 يناير 1986 في هونان، هي لاعبة كرة مضرب صينية بدأت مسيرتها كمحترفة سنة 2001. أعلى تصنيف وصلت إليه في منافسات زوجي السيدات كان رقم. 1 في (17 فبراير 2014)، وهي أول لاعبة صينية بين الرجال والسيدات وفي منافسات الفردي والزوجي تصل إلى المركز الأول عالمياً. فازت بميدالية ذهبية في دورة الألعاب الآسيوية 2010 بعد فوزها على أكجول أمانمورادوفا في نهائي فردي السيدات.
فازت شواي بأول بطولة جراند سلام لها بفوزها ببطولة ويمبلدون 2013 في زوجي السيدات مع شريكتها التايوانية هيش سو وي، ثم فازت الشريكتان مرة أخرى ببطولة جراند سلام بفوزهم بدورة فرنسا المفتوحة 2014. واعتباراً من 13 أكتوبر 2014 أصبحت أفضل لاعبة صينية نشطة بعد اعتزال الاعبة الصينية لي نا.

## نهائيات الجلااند سلام

### زوجي السيدات: 2 (2 لقب)
| اللقب | السنة | البطولة        | السطح | الشريك    | الخصوم                    | النتيجة في النهائي |
| ----- | ----- | -------------- | ----- | --------- | ------------------------- | ------------------ |
| بطلة  | 2013  | بطولة ويمبلدون | عشبي  | هيش سو وي | أشلي بارتي كيسي ديلاكوا   | 7–6(7–1), 6–1      |
| بطلة  | 2014  | فرنسا المفتوحة | ترابي | هيش سو وي | ساره إيراني روبيرتا فينسي | 6–4, 6–1           |

## روابط خارجية
- بينغ شواي على موقع رابطة محترفات التنس (الإنجليزية)
- بينغ شواي على موقع الاتحاد الدولي لكرة المضرب (الإنجليزية)
- بينغ شواي على موقع كأس بيلي جين كينغ (الإنجليزية)
- بينغ شواي على موقع خلاصة التنس.كوم (الإنجليزية)
- بينغ شواي على موقع إي إس بي إن.كوم (الإنجليزية)
- بينغ شواي على موقع اللجنة الأولمبية الدولية (الإنجليزية)
- بينغ شواي على موقع أوليمبيديا (الإنجليزية)